# Pignataro Maggiore
Pignataro Maggiore ist eine italienische Gemeinde (comune) mit 5732 Einwohnern (Stand 31. Dezember 2023) in der Provinz Caserta in Kampanien. Die Gemeinde liegt etwa 18 Kilometer nordwestlich von Caserta und etwa 39 Kilometer nordnordwestlich von Neapel an den Monti Trebulani.

## Gemeindepartnerschaft
Pignataro Maggiore unterhält eine Partnerschaft mit der französischen Gemeinde Sault im Département Vaucluse.

## Verkehr
Durch das Gemeindegebiet verläuft die Autostrada A1 von Rom nach Neapel. Die Strada Statale 6 Via Casilina und die Strada Statale 7 Via Appia führen ebenfalls durch die Gemeinde. Der Bahnhof von Pignataro Maggiore liegt an der Bahnstrecke Roma–Cassino–Napoli.